# Victor Chenderovitch
Victor Anatolievitch Chenderovitch (en russe : Виктор Анатольевич Шендерович ; né le 15 août 1958 à Moscou) est un écrivain et présentateur russe d'émissions de télévision et de radio. Il est l'un des plus célèbres écrivains satiriques russes. Aujourd’hui, il est connu pour son opposition politique au régime du président Vladimir Poutine.

## Biographie
1980 : il est diplômé de l’Institut d’État de Culture de Moscou comme « metteur en scène de troupes théâtrales non professionnelles »
1988 : il est assistant –stagiaire diplômé de l’École Supérieure de Théâtre Chtchoukine comme « professeur de l’art plastique de scène »
Il est lauréat de plusieurs prix de littérature humoristique.
Il est lauréat de TEFI-96 (en russe «ТЭФИ-96») dans la nomination « Événement de l’Année »
1996 : Il est lauréat du prix Ostap d'or.
Il est auteur de beaucoup de livres et de publications dans la presse, ainsi que des sketchs de Guennadi Khazanov.
1992 : Il est membre de l’Union des écrivains.
Pendant sept ans, il est professeur de mouvement scénique au GITIS. Il réalise alors son spectacle Une Chambre d’hôtel de la ville NN (mise en scène Valery Fokine) qui reste un de ses meilleurs souvenirs professionnels. Ce spectacle a obtenu le prix professionnel Masque d’Or.
Il travaille depuis 1992 à la télévision russe : Il est scénariste des films-portraits documentaires de Zinovi Gerdt et de Guennadi Khazanov sortis sur la chaîne de TV Ostankino (ORT)
1995 - il est scénariste de l’émission télévisée Koukly (l'équivalent russe des Guignols) diffusée par la chaîne de télévision NTV.
1997 : il est directeur artistique et présentateur de l’émission télévisée ITOGO
2003 : il est directeur artistique et présentateur de l’émission Plavlennyi Syrok (« Fromage fondu ») à la radio Écho de Moscou
2004 : Il est membre du Comité « 2008 libre choix », dont le président est Garry Kasparov. Le but du Comité est de lutter sérieusement pour obtenir la tenue d’élections présidentielles libres en 2008.
En décembre 2005, il est candidat indépendant aux législatives de la Douma d’État, mais non élu.
Dans son livre documentaire Nedodoumets ou comment j'ai battu Mark Twain  (ISBN 5-8159-0590-9), il décrit son « voyage vers la politique ».
Depuis décembre 2006, il travaille à la chaîne RTVi.
En mars 2010, il était un des premiers signataires de l'appel « Poutine doit partir ».
En avril 2010, des vidéos ont été publiées par un site russe le montrant dans des ébats amoureux. Trois autres opposant au régime ont également été visés par ce qui serait un Kompromat.